# MechWarrior 2: Ghost Bear's Legacy
MechWarrior 2: Ghost Bear's Legacy, sviluppato e pubblicato da Activision nel novembre del 1995, è il primo videogioco add-on per MechWarrior 2: 31st Century Combat. Si tratta di una simulazione di pilotaggio di mech, ispirata al gioco da tavolo BattleTech (dell'editore FASA).

A livello tecnico, questo episodio si basa sul medesimo motore 3D che muove il suo predecessore.

MechWarrior 2: Ghost Bear's Legacy si avvale di una colonna sonora creata dal compositore di origine coreana Jeehun Hwang.

## Trama
L'ambientazione generale è quella di BattleTech, dove l'umanità ha colonizzato una larga porzione di Via Lattea, poi suddivisa in Stati interstellari controllati da dinastie nobiliari guerrafondaie. In conseguenza di ciò, la galassia è divenuta teatro di ostilità interminabili. I mech detti BattleMech, macchine imponenti e avanzate, in genere antropomorfe, condotte da un'élite di piloti chiamati MechWarrior, divennero determinanti sui campi di battaglia. 
Nel 3050 una minaccia esterna fa nascere la necessità di una coalizione fra le Casate: è l'Invasione dei Clan, i discendenti di un'antica e poderosa forza militare della Inner Sphere, tornati (suddivisi in una miriade di raggruppamenti sociali) dal loro esilio secolare, al fine di conquista e di presa di possesso della Terra. Lo scontro, brutale, prosegue per tre anni, oltre i quali si giunge a una tregua.
Nel gioco è il 3058: la 72ª unità di "Assalto Ternario" del Clan dei Ghost Bear (Clan confluito, nel 3050, nel contingente d'invasione della Inner Sphere), è attualmente di stanza su Mannedorf, un pianeta prossimo al confine della "Zona di Occupazione" degli stessi Ghost Bear, ed è impegnato a sventare l'attacco di un'unità mercenaria, sortito contro una propria base.
Nel frattempo, approfittando dell'impegno bellico dei Ghost Bear su Mannedorf, BattleMech della Casata della Lega Draconis, in un'incursione hanno sottratto i contenitori con il patrimonio genetico dei fondatori del Clan stesso, da un deposito ubicato sul pianeta Ardoz (materiale considerato "sacro" per le tradizioni di ciascun Clan, tutti socialmente basati sulla divisione in caste e un rigido programma eugenetico).
I Khan dei Ghost Bear (i loro leader) ordinano una "sfida" tra i membri del Clan, seguendo le consuetudini tribali, per decidere quale unità militare avrà l'onore di recuperare il materiale biologico. La 72ª unità di "Assalto Ternario" supera la "prova" e parte in missione per rintracciare i responsabili.
In seguito alla cattura e all'interrogatorio di due generali delle forze armate della Casata della Lega Draconis, si viene a sapere che i BattleMech impiegati per il raid, costituiscono in realtà, il "bottino di guerra" di un altro Clan, quello degli Smoke Jaguar, ottenuto rintuzzando un attacco della Lega Draconis, avvenuto diversi mesi prima, nell'ambito di una controffensiva di quest'ultima, per riprendere il possesso di quei mondi perduti nell'Invasione dei Clan.
Dopo aver ingaggiato combattimenti contro forze del Clan Smoke Jaguar ed averle portate alla sconfitta, nuove informazioni ribaltano la realtà dei fatti: gli Smoke Jaguar hanno, a loro volta, perduto i BattleMech responsabili del furto, in un blitz operato dal Clan Wolf (in seguito all'esito della Guerra del Rifiuto, una lotta in seno ai Clan, che li vedeva contrapposti al Clan dei Jade Falcon, i Wolf si erano scissi in fazione "Crusader", ovvero spiccatamente ostile alla Inner Sphere, e "Warden", avversa all'intervento contro le Casate nobiliari. Proprio i Crusader avevano deciso di prelevare il DNA nel falso attacco della Lega Draconis, per consolidare il potere della propria fazione).
La 72ª unità di "Assalto Ternario", recupererà i contenitori genetici sottratti, decimando le unità da guerra dei Wolf sul pianeta Moritz, assassinandone gli ufficiali comandanti, nella deflagrazione di una base orbitale nello spazio del pianeta e vendicando il disonore subito.

## Modalità di gioco
Quest'espansione offre l'accesso al pilotaggio di 14 nuovi BattleMech, ad un nuovo armamento e a 17 missioni in ambienti comuni (paludi, ghiacciai, deserti, foreste, scenari urbani) e particolari (come l'ambito sottomarino, la bassa gravità o la sua totale assenza). Una volta portate a termine le operazioni della modalità "Campagna", si è in grado d'accedere ad una campagna aggiuntiva ove si duella in 5 arene differenti, al fine di raggiungere un alto rango all'interno del Clan dei Ghost Bear.

È accessibile anche la modalità "Instant Action", in cui è possibile rigiocare alle singole missioni della campagna.
La personalizzazione del proprio mech è ampia: le opzioni riguardano la scelta del tipo di telaio, del motore, le armi (suddivise, in tre categorie: balistiche, a energia e missilistiche), il tipo di corazza, i dissipatori termici (montati per preservare meccanica ed elettronica dal calore sviluppato dalle armi, proprie ed avversarie), l'opportunità di installare i "Jet di Salto" (indispensabili particolarmente per governare il BattleMech nel vuoto o per eseguire repentine manovre evasive).

Nell'adattare il proprio BattleMech in funzione della missione da affrontare, vanno comunque considerati i limiti di peso e di spazio prestabiliti per ciascun modello.